# Liste der Bodendenkmale in Vollersode
In der Liste der Bodendenkmale in Vollersode sind die Bodendenkmale der niedersächsischen Gemeinde Vollersode aufgeführt. Die Quelle ist der Denkmalatlas Niedersachsen. 
Der Stand der Liste ist der 28. Dezember 2024.

Vollersode im Landkreis Osterholz

In den Spalten finden sich folgende Informationen des Bodendenkmales:
Lagegeographische Koordinaten
BezeichnungBezeichnung lt. Denkmalatlas
BeschreibungBeschreibung lt. Denkmalatlas
IDObjekt-ID
BildBild, ggf. zusätzlich mit Link zu weiteren Fotos im Medienarchiv Wikimedia Commons.

## Vollersode
| Lage                        | Bezeichnung               | Beschreibung | ID       | Bild |
| --------------------------- | ------------------------- | --- | -------- | ---- |
| 53° 21′ 50″ N, 8° 55′ 57″ O | Vollersode 12, Grabhügel  | | 28985668 | BW   |
| 53° 21′ 44″ N, 8° 55′ 57″ O | Vollersode 14, Grabhügel  | Durchmesser ca. 15 m und Höhe ca. 1,2 m. Rand abgesetzt. Vom Ostrand zur Mitte verlaufen zwei tiefe und weite Mietenauswürfe. Aus Humuserde aufgeworfen.                                                        | 28985764 | BW   |
| 53° 21′ 48″ N, 8° 55′ 31″ O | Vollersode 17, Grabhügel  | Durchmesser ca. 15 m und Höhe ca. 1,2 m. Ebenmäßig gewölbt. Rand abgesetzt. In der Mitte ein großer Krater einer älteren Eingrabung. Auch im nördlichen Bereich Abgrabungen.                                    | 28985774 | BW   |
| 53° 21′ 47″ N, 8° 55′ 29″ O | Vollersode 18, Grabhügel  | Durchmesser ca. 12 m und Höhe ca. 0,6 m. Ebenmäßig schwach gewölbt. Rand allmählich auslaufend. | 28985775 | BW   |
| 53° 22′ 1″ N, 8° 54′ 34″ O  | Vollersode 20, Grabhügel  | Durchmesser ca. 12 m und Höhe ca. 0,6 m. Rand schwach abgesetzt. In der Mitte eine kraterförmige, alte Eingrabung mit grabenartiger Fortsetzung bis zum Nordrand.                                               | 28985776 | BW   |
| 53° 21′ 39″ N, 8° 54′ 37″ O | Vollersode 21, Grabhügel  | Durchmesser ca. 12 m und Höhe ca. 0,5 m. Ebenmäßig gewölbt mit schwachen Einsenkungen. Rand abgesetzt. Einige neuere Eingrabungen im Zentrum (1,5 × 2 m und ca. 1 m tief).                                      | 28985777 | BW   |
| 53° 21′ 30″ N, 8° 54′ 30″ O | Vollersode 22, Grabhügel  | Durchmesser ca. 16 m und Höhe ca. 1,9 – 2 m. Rand abgesetzt. Nordostrand von Feldweg angeschnitten. | 28985778 | BW   |
| 53° 21′ 23″ N, 8° 53′ 58″ O | Vollersode 40, Grabhügel  | Durchmesser ca. 10 m und Höhe ca. 1 m. Ebenmäßig gewölbt. Rand abgesetzt. In der Mitte und am Ostrand eine neuere Eingrabung. Im Süden fließend übergehend.                                                     | 28985766 | BW   |
| 53° 19′ 12″ N, 8° 51′ 33″ O | Vollersode 49, Grabhügel  | Durchmesser ca. 20 m und Höhe ca. 1,2 m. Rand abgesetzt. Oberfläche unregelmäßig abgeflacht, mit Anhöhungen. In der Mitte leichte Vertiefungen.                                                                 | 28985781 | BW   |
| 53° 19′ 15″ N, 8° 51′ 47″ O | Vollersode 50, Grabhügel  | Durchmesser ca. 12 m und Höhe ca. 0,4 m. Ebenmäßig flach gewölbt. Rand sanft auslaufend. | 28985782 | BW   |
| 53° 20′ 7″ N, 8° 53′ 22″ O  | Vollersode 82, Grabhügel  | Durchmesser ca. 10 m und Höhe ca. 0,5 m. Rand allmählich auslaufend. In der Mitte eine alte Einsenkung, am Südrand eine alte Erdentnahme. Nordostrand von Acker angeschnitten. Über den Südbereich ein Feldweg. | 28985666 | BW   |
| 53° 21′ 24″ N, 8° 55′ 18″ O | Vollersode 131, Grabhügel | Durchmesser ca. 12 m und Höhe ca. 0,65 m. Ebenmäßig gewölbt. Rand sanft auslaufend. | 28985783 | BW   |
| 53° 19′ 48″ N, 8° 55′ 5″ O  | Vollersode 157, Wurt      | Durchmesser ca. 22 – 25 m und Höhe ca. 1,7 m. Selbst bei hohem Bewuchs deutlich obertätig erkennbar. | 28985079 | BW   |
| 53° 19′ 52″ N, 8° 55′ 6″ O  | Vollersode 158, Wurt      | Durchmesser ca. 20 m und Höhe ca. 0,5 m. | 28985080 | BW   |
| 53° 18′ 48″ N, 8° 51′ 49″ O | Vollersode 160, Grabhügel | Durchmesser ca. 13 m und Höhe ca. 1 m. Östlicher Rand durch neu angelegten Weg angeschnitten. | 28985779 | BW   |
| 53° 21′ 39″ N, 8° 54′ 34″ O | Vollersode 163, Grabhügel | Durchmesser ca. 14 m und Höhe ca. 1,5 m. Rand abgesetzt. Mehrere seichte Vertiefungen. | 28985780 | BW   |

### Vollersode 4
- ID:28985649
- Grabhügelfeld mit 18 Grabhügeln, einem Urnengräberfeld und Wegespuren.

| Lage                        | Bezeichnung                     | Beschreibung | ID       | Bild |
| --------------------------- | ------------------------------- | --- | -------- | ---- |
| 53° 21′ 49″ N, 8° 56′ 9″ O  | Vollersode 4                    | Durchmesser ca. 10 m und Höhe ca. 0,5 m. Rand schwach abgesetzt. Einsenkungen. Zu etwa 1/3 beschädigt/verpflügt. | 28985535 | BW   |
| 53° 21′ 49″ N, 8° 56′ 9″ O  | Vollersode 5                    | Durchmesser ca. 6 m und Höhe ca. 0,4 m. Fast eingeebnet und kaum noch obertägig erkennbar.                       | 28985536 | BW   |
| 53° 21′ 49″ N, 8° 56′ 10″ O | Vollersode 6                    | | 28985537 | BW   |
| 53° 21′ 50″ N, 8° 56′ 9″ O  | Vollersode 7                    | Durchmesser ca. 9 m und Höhe ca. 0,6 m. Rand abgesetzt. Zu 2/3 stark beschädigt.                                 | 28985538 | BW   |
| 53° 21′ 49″ N, 8° 56′ 9″ O  | Vollersode 8                    | | 28985539 | BW   |
| 53° 21′ 49″ N, 8° 56′ 6″ O  | Vollersode 9                    | | 28985540 | BW   |
| 53° 21′ 49″ N, 8° 56′ 6″ O  | Vollersode 10                   | | 28985541 | BW   |
| 53° 21′ 49″ N, 8° 56′ 4″ O  | Vollersode 11                   | Durchmesser ca. 20 m und Höhe ca. 0,5 m. Oval.                                                                   | 28985543 | BW   |
| 53° 21′ 49″ N, 8° 56′ 3″ O  | Vollersode 13                   | | 28985544 | BW   |
| 53° 21′ 49″ N, 8° 56′ 5″ O  | Vollersode 140, Urnengräberfeld | | 28985542 | BW   |
| 53° 21′ 49″ N, 8° 56′ 8″ O  | Vollersode 192                  | | 28985545 | BW   |
| 53° 21′ 49″ N, 8° 56′ 10″ O | Vollersode 193                  | | 28985639 | BW   |
| 53° 21′ 49″ N, 8° 56′ 9″ O  | Vollersode 194                  | | 28985640 | BW   |
| 53° 21′ 49″ N, 8° 56′ 3″ O  | Vollersode 195                  | | 28985641 | BW   |
| 53° 21′ 49″ N, 8° 56′ 3″ O  | Vollersode 196                  | | 28985643 | BW   |
| 53° 21′ 49″ N, 8° 56′ 10″ O | Vollersode 197                  | | 28985642 | BW   |
| 53° 21′ 48″ N, 8° 56′ 9″ O  | Vollersode 198, Wegespuren      | Einzelne Spur von Nordosten nach Südwesten verlaufend.                                                           | 28985644 | BW   |
| 53° 21′ 50″ N, 8° 56′ 4″ O  | Vollersode 209                  | | 28985646 | BW   |
| 53° 21′ 50″ N, 8° 56′ 6″ O  | Vollersode 210                  | | 28985647 | BW   |
| 53° 21′ 50″ N, 8° 56′ 8″ O  | Vollersode 211                  | | 28985648 | BW   |

### Vollersode 23
- ID:28985667
- Grabhügelfeld mit 13 Grabhügeln, einem Urnengräberfeld und Reste von Wegespuren.

| Lage                        | Bezeichnung                    | Beschreibung | ID       | Bild |
| --------------------------- | ------------------------------ | --- | -------- | ---- |
| 53° 21′ 23″ N, 8° 54′ 57″ O | Vollersode 23                  | Durchmesser ca. 20 m und Höhe ca. 1,7 m. Nordost- und Südwestteil bis auf geringe Reste alt abgetragen. Nur noch ein Mittelstück vorhanden, welches unter einem Nordwest-Südost verlaufenden Grenzwall liegt. | 28985052 | BW   |
| 53° 21′ 27″ N, 8° 54′ 56″ O | Vollersode 24                  | Durchmesser ca. 20 m und Höhe ca. 1,3 m. Rand abgesetzt. Alte, ringförmige Eingrabungen. Weitere Störungen am Ostrand.                                                                                        | 28985053 | BW   |
| 53° 21′ 26″ N, 8° 54′ 57″ O | Vollersode 25                  | Durchmesser ca. 10 m und Höhe ca. 0,6 m. Rand schwach abgesetzt. Alte, weite Eingrabung. | 28985054 | BW   |
| 53° 21′ 26″ N, 8° 55′ 0″ O  | Vollersode 26                  | Durchmesser ca. 18 m und Höhe ca. 1,3 m. Rand abgesetzt. Alte weite Eingrabung. | 28985055 | BW   |
| 53° 21′ 28″ N, 8° 55′ 0″ O  | Vollersode 27                  | Durchmesser ca. 18 m und Höhe ca. 1,5 m. Rand abgesetzt. Alte Eingrabungen. | 28985056 | BW   |
| 53° 21′ 29″ N, 8° 55′ 5″ O  | Vollersode 28                  | Durchmesser ca. 10 m und Höhe ca. 0,6 m. Ebenmäßig gewölbt. Rand sanft auslaufend. | 28985057 | BW   |
| 53° 21′ 29″ N, 8° 55′ 6″ O  | Vollersode 29                  | Durchmesser ca. 8 m und Höhe ca. 0,5 m. Flach gewölbt, mit sanft auseinander laufendem Rand. Oberfläche stellenweise bei Neuaufforstung beschädigt.                                                           | 28985058 | BW   |
| 53° 21′ 30″ N, 8° 55′ 6″ O  | Vollersode 30                  | Durchmesser ca. 12 m und Höhe ca. 1 m. Rand abgesetzt. In der Mitte eine alte weite Eingrabung. | 28985059 | BW   |
| 53° 21′ 30″ N, 8° 55′ 7″ O  | Vollersode 31                  | Durchmesser ca. 11 m und Höhe ca. 1 m. Rand abgesetzt. In der Mitte eine alte weite Eingrabung. | 28985060 | BW   |
| 53° 21′ 26″ N, 8° 55′ 7″ O  | Vollersode 32                  | Durchmesser ca. 20 m und Höhe ca. 1,6 m. Mehrere alte Eingrabungen. Im terrassenartig abgesetzten Rand ein alter Ringgraben sichtbar.                                                                         | 28985061 | BW   |
| 53° 21′ 25″ N, 8° 55′ 7″ O  | Vollersode 33                  | Oval, ca 24 m lang. Oberfläche sehr stark zerklüftet. | 28985062 | BW   |
| 53° 21′ 26″ N, 8° 55′ 14″ O | Vollersode 34                  | Durchmesser ca. 18 m und Höhe ca. 1,4 m. Rand abgesetzt. In der Mitte eine alte Eingrabung. Südwestlicher und östlicher Hügelfuß durch Waldwege gestört.                                                      | 28985063 | BW   |
| 53° 21′ 25″ N, 8° 55′ 13″ O | Vollersode 35                  | Durchmesser ca. 15 m und Höhe ca. 1,5 m. Rand abgesetzt. Alte Eingrabungen. | 28985064 | BW   |
| 53° 21′ 27″ N, 8° 55′ 2″ O  | Vollersode 38, Urnengräberfeld | | 28985065 | BW   |

### Vollersode 61
- ID:28985669
- Grabhügelfeld mit acht Grabhügeln, Wegespuren.

| Lage                        | Bezeichnung   | Beschreibung | ID       | Bild |
| --------------------------- | ------------- | --- | -------- | ---- |
| 53° 19′ 18″ N, 8° 51′ 44″ O | Vollersode 62 | Durchmesser ca. 13 m und Höhe ca. 0,8 m. Rand allmählich auslaufend. Südrand durch alte Wegespuren angeschnitten.                                                      | 28985067 | BW   |
| 53° 19′ 20″ N, 8° 51′ 47″ O | Vollersode 63 | Durchmesser ca. 19 m und Höhe ca. 1 m. Rand teilweise schwach abgesetzt / allmählich auslaufend. Stark zerwühlte Oberfläche mit tiefen, weiten, alten Eingrabungen.    | 28985068 | BW   |
| 53° 19′ 21″ N, 8° 51′ 53″ O | Vollersode 64 | Durchmesser ca. 12 m und Höhe ca. 1 m. Rand abgesetzt. Pflanzfurchen.                                                                                                  | 28985069 | BW   |
| 53° 19′ 21″ N, 8° 51′ 54″ O | Vollersode 65 | Durchmesser ca. 10 m und Höhe ca. 0,8 m. Ebenmäßig gewölbt, mit allmählich auslaufendem Rand. Von Osten nach Westen flacher Absatz. In der Mitte mehrere Vertiefungen. | 28985070 | BW   |
| 53° 19′ 21″ N, 8° 51′ 54″ O | Vollersode 66 | Durchmesser ca. 12 m und Höhe ca. 0,9 m. Rand allmählich auslaufend. Flache, alte Eingrabungen. Von Osten nach Westen flacher Absatz (Pflugfurche).                    | 28985071 | BW   |
| 53° 19′ 22″ N, 8° 51′ 53″ O | Vollersode 67 | Durchmesser ca. 14 m und Höhe ca. 0,7 m. Rand allmählich auslaufend. Flache, alte Einsenkungen.                                                                        | 28985072 | BW   |
| 53° 19′ 23″ N, 8° 51′ 57″ O | Vollersode 69 | Durchmesser ca. 10 m und Höhe ca. 0,7 m. Rand teilweise abgesetzt, sonst allmählich auslaufend.                                                                        | 28985073 | BW   |
| 53° 19′ 23″ N, 8° 51′ 53″ O | Vollersode 73 | Durchmesser ca. 10 m und Höhe ca. 0,8 m. Rand allmählich auslaufend. Nordostrand von Pflanzenfurchen, Südwestrand von Weg angeschnitten.                               | 28985074 | BW   |

### Vollersode 80
- ID:28985763
- Grabhügelfeld mit vier Grabhügeln, ein in Resten erhaltenes Großsteingrab inmitten von Wegespuren.

| Lage                        | Bezeichnung                  | Beschreibung | ID       | Bild           |
| --------------------------- | ---------------------------- | --- | -------- | -------------- |
| 53° 19′ 59″ N, 8° 52′ 40″ O | Vollersode 80                | | 28985066 | BW             |
| 53° 20′ 0″ N, 8° 52′ 44″ O  | Vollersode 81, Großsteingrab | Durchmesser ca. 25 m und Höhe ca. 1 m. Im Zentrum weite alte Ausgrabung mit aufgeworfenem Rand sichtbar. Im Südwestteil großer Findling freiliegend. Rand allmählich auslaufend. | 28985075 | Weitere Bilder |
| 53° 19′ 57″ N, 8° 52′ 34″ O | Vollersode 90                | Durchmesser ca. 20 m und Höhe ca. 1,8 m. Rand stark abgesetzt. Alte Eingrabung.                                                                                                  | 28985076 | BW             |
| 53° 19′ 56″ N, 8° 52′ 35″ O | Vollersode 142               | Durchmesser ca. 15 m und Höhe ca. 0,5 m. Flach, stark deformiert. Pflanzfurchen.                                                                                                 | 28985077 | BW             |
| 53° 19′ 56″ N, 8° 52′ 37″ O | Vollersode 143               | Durchmesser ca. 12 m und Höhe ca. 0,7 m. Durch Tiefumbruch stark deformiert. Pflanzfurchen von Südosten nach Nordwesten. Sehr tiefe Pflanzfurche in die Mitte.                   | 28985078 | BW             |